# Funke Abimbola
Funke Abimbola, MBE là một nhà lãnh đạo kinh doanh, luật sư, diễn giả cộng đồng, người đóng góp truyền hình, lãnh đạo đa dạng, người bảo trợ và thành viên hội đồng quản trị. Cô ấy là người gốc Nigeria.
Abimbola theo học Đại học Newcastle để học luật. Cô có một con trai khi làm việc với Campbell Hooper. Cũng như hành nghề luật sư và làm lãnh đạo doanh nghiệp, cô tình nguyện dành thời gian của mình để thúc đẩy sự đa dạng trên toàn xã hội Vương quốc Anh với trọng tâm cụ thể là nghề luật.

## Giáo dục và cuộc sống ban đầu
Abimbola xuất thân từ một gia đình bác sĩ y khoa. Cô được đào tạo tại Burgess Hill Girls. Cô không nghiên cứu y học vì sợ cô cho “nỗi đau và máu” (algophobia và hemophobia). Cô có bằng luật tại Đại học Newcastle. Cô đi du lịch đến Nigeria vào giữa những năm 1990 để tham dự kỳ thi Bar Nigeria. Abimbola trở thành mẹ ở tuổi 28 khi làm việc với Campbell Hooper. Vào năm 2000, cô đủ điều kiện làm luật sư nội bộ. Cha cô qua đời năm 2012 sau khi được chẩn đoán mắc bệnh ung thư.

## Nghề nghiệp
Abimbola trở thành luật sư da đen cao cấp nhất cho các hoạt động dược phẩm của Roche ở Anh, Ireland, Gibraltar và Malta. Cô ấy đủ tiêu chuẩn làm luật sư nội bộ vào năm 2000.
Cô đã đến Nigeria để chuẩn bị cho kỳ thi Bar Nigeria. Khi đó, cô đã làm việc với FO Akinrele & Co.
Sau khi trở về Vương quốc Anh từ Nigeria vào giữa những năm 1990, cô đã làm việc với Wembley Plc nơi cô đủ điều kiện làm luật sư thương mại/doanh nghiệp. Sau đó, cô chuyển đến Campbell Hooper, nơi cô trở thành luật sư. Năm 2012, cô gia nhập Roche UK với vị trí Quản lý luật sư (Anh và Ireland). Cô cũng từng là nhân viên bảo vệ dữ liệu của Vương quốc Anh. Vào tháng 12 năm 2015, cô đã trở thành cố vấn chung và thư ký công ty của cùng một tổ chức và được thăng chức thành luật sư chung và trưởng phòng tuân thủ tài chính vào tháng 1/2017.
Cô gặp phải những thách thức để đảm bảo một công việc cấp nhập cảnh ở Anh. Theo First 100 Years, "Tôi cảm thấy vô cùng khó khăn để đảm bảo vị trí nhập cảnh khi tôi hoàn thành bài kiểm tra chuyển giao QLTT (nay là QLTS) và cần có kinh nghiệm trước khi đủ điều kiện. Để có được chân của tôi, tôi đã lập ra một danh sách 100 công ty luật hàng đầu chuyên về luật doanh nghiệp và làm điều tương tự với 50 đội trong nhà hàng đầu. Sau đó tôi tiến hành gọi điện lạnh cho các trưởng bộ phận tại tất cả 150 tổ chức. Điều này dẫn đến một số cuộc phỏng vấn, bao gồm một cuộc phỏng vấn với một PLC chính, được liệt kê đầy đủ. Trong cuộc phỏng vấn đó, người đứng đầu pháp lý (là người Anh nhưng có đối tác là người gốc Á) hỏi tôi rằng tôi có nghĩ rằng chủng tộc của tôi là một yếu tố khiến tôi không được phỏng vấn với các tổ chức khác. Đó là, thành thật mà nói, lần đầu tiên tôi thậm chí đã coi chủng tộc là thứ có thể kìm hãm sự tiến bộ của mình. May mắn thay, tôi đã được cô ấy mời đóng vai và có thể đủ điều kiện làm luật sư nội bộ. "
Abimbola là một người ủng hộ mạnh mẽ sự đa dạng của công ty và xã hội. Là một diễn giả công cộng và hành nghề pháp lý, cô đã được công nhận và giành được nhiều giải thưởng cho công việc của mình. Vào năm 2013, cô đã được xuất hiện trong ấn phẩm Diversity League Table với tư cách là một trong những Luật sư Đen. Năm 2014, cô được đề cử cho Giải thưởng Đa dạng Quốc gia, và cùng năm đó, cô được đề cử cho Giải thưởng Xuất sắc của Hiệp hội Luật. Năm 2015, cô đã giành được một giải thưởng Người mẫu đóng vai tích cực. Năm 2010, cô được bổ nhiệm làm thống đốc của Uxbridge College, London, với nhiệm kỳ bốn năm.
Cô đã nhận được giải thưởng 'Điểm sáng' từ Thủ tướng Anh vào tháng 10 năm 2016, công nhận tác động của công việc đa dạng tự nguyện của cô tại Vương quốc Anh. Vào tháng 6 năm 2017, cô đã được trao tặng MBE (Thành viên của Huân chương Anh) bởi Nữ hoàng Elizabeth II vì các dịch vụ cho sự đa dạng trong nghề luật và cho giới trẻ.

## Giải thưởng và giấy chứng nhận
| Năm  | Hạng mục                                                  | Thể loại                                                                         | Cơ quan trao giải                                 |
| ---- | --------------------------------------------------------- | -------------------------------------------------------------------------------- | ------------------------------------------------- |
| 2011 | Liệt kê                                                   | Ai là người trong luật pháp                                                      | Thư mục pháp lý 500                               |
| 2011 | Đề xuất cho luật thương mại                               |                                                                                  | Thư mục pháp lý 500                               |
| 2012 | Chuyên gia về luật doanh nghiệp / M & A                   |                                                                                  | Chambers thư mục pháp lý 2012                     |
| 2012 | Luật sư nội bộ hàng đầu                                   |                                                                                  | Thư mục pháp lý 500                               |
| 2012 | Luật sư hàng đầu từ một dân tộc thiểu số da đen           |                                                                                  | Luật thư đen                                      |
| 2015 | Người chiến thắng                                         | Giải thưởng Mô hình Vai trò Tích cực (Giới tính)                                 | Giải thưởng đa dạng quốc gia 2015                 |
| 2015 | Người chiến thắng                                         | Giải thưởng Người phụ nữ của năm                                                 | Phụ nữ4Africa                                     |
| 2015 | Người chiến thắng                                         | Người phụ nữ xuất sắc trong dịch vụ chuyên nghiệp                                | Giải thưởng quý                                   |
| 2015 | Người chiến thắng                                         | Thành viên truyền cảm hứng của năm                                               | Giải thưởng mạng bao gồm                          |
| 2015 | Top 30 người phụ nữ truyền cảm hứng vô địch về sự đa dạng |                                                                                  | Tạp chí Brummells 2015                            |
| 2015 | Chung kết                                                 | Giải thưởng Mẹ xuất sắc của năm                                                  | Phụ nữ4Africa 2015                                |
| 2015 | Chung kết                                                 | Vô địch đa dạng của năm                                                          | Giải thưởng đa dạng xuất sắc 2015                 |
| 2015 | Bảng xếp hạng 2015                                        | Đội ngũ pháp lý nội bộ sáng tạo nhất châu Âu                                     | Thời báo tài chính (Giải thưởng luật sư sáng tạo) |
| 2015 | Bảng xếp hạng 2015                                        | Luật sư nội bộ sáng tạo nhất châu Âu                                             | Thời báo tài chính (Giải thưởng luật sư sáng tạo) |
| 2015 | Chung kết                                                 | Lãnh đạo STEM của năm                                                            | Giải thưởng doanh nghiệp Anh đen 2015             |
| 2015 | Bằng khen                                                 | Giải thưởng Công dân Anh 2015                                                    |                                                   |
| 2016 | Người chiến thắng                                         | Diva xuất sắc của năm                                                            | Divas của màu sắc                                 |
| 2016 | Người chiến thắng                                         | Diva quốc tế của năm                                                             | Divas của màu sắc                                 |
| 2016 | Người chiến thắng                                         | Diễn giả tốt nhất                                                                | Giải thưởng CA của Tạp chí C. Hub                 |
| 2016 | Người chiến thắng                                         | Phi hư cấu hay nhất                                                              | Giải thưởng CA của Tạp chí C. Hub                 |
| 2016 | Sự công nhận                                              | Giải thưởng cho thành tích xuất sắc và đóng góp                                  | Phụ nữ4Africa                                     |
| 2016 | Bảng xếp hạng năm 2016                                    | Top 20 nhà lãnh đạo dân tộc thiểu số có ảnh hưởng nhất trên toàn cầu             | Thời báo tài chính (danh sách 100 lần gửi)        |
| 2016 | Điểm sáng                                                 | Giải thưởng tình nguyện viên                                                     | Thủ tướng Anh 2016                                |
| 2016 | Xếp hạng                                                  | 100 sáng tạo có ảnh hưởng nhất                                                   | C. Tạp chí Hub                                    |
| 2017 | Bảng xếp hạng năm 2017                                    | Top 15 nhà lãnh đạo dân tộc thiểu số có ảnh hưởng nhất trên toàn cầu             | Thời báo tài chính (danh sách EMpower 100)        |
| 2017 | Bảng xếp hạng năm 2017                                    | Top 100 nhà lãnh đạo nhất của người gốc Phi / Caribbean ở Anh                    | Powerlist của Power Media                         |
| 2017 | Bảng xếp hạng năm 2017                                    | Top 20 luật sư có ảnh hưởng nhất ở Anh và luật sư da đen có ảnh hưởng nhất ở Anh | Danh sách Debretts 500                            |
| 2017 | MBE (Thành viên của Huân chương Anh)                      | Dành cho các dịch vụ đa dạng trong nghề luật sư và giới trẻ                      | Nữ hoàng Elizabeth II                             |